# Steinar Hoen
Steinar Breidsvoll Hoen (ur. 8 lutego 1971 w Oslo) – były norweski lekkoatleta, skoczek wzwyż.

## Kariera
W 1992 oraz 1996 brał udział w igrzyskach olimpijskich. Złoty medalista mistrzostw Europy (1994). Uczestnik mistrzostw świata oraz halowych mistrzostw świata. Ma na swoim koncie siedem tytułów mistrza Norwegii (1991, 1993–1998). Pełni funkcję dyrektora zawodów Bislett Games.

## Osiągnięcia
| Rok  | Impreza                     | Miejsce   | Pozycja           | Wynik |
| ---- | --------------------------- | --------- | ----------------- | ----- |
| 1989 | Mistrzostwa Europy juniorów | Varaždin  | 12. miejsce       | 2,14  |
| 1990 | Mistrzostwa świata juniorów | Płowdiw   | 11. miejsce       | 2,10  |
| 1991 | Mistrzostwa świata          | Tokio     | 14. miejsce       | 2,20  |
| 1992 | Halowe mistrzostwa Europy   | Genua     | 9. miejsce        | 2,23  |
| 1992 | Igrzyska olimpijskie        | Barcelona | el. – 15. miejsce | 2,23  |
| 1993 | Halowe mistrzostwa świata   | Toronto   | 9. miejsce        | 2,24  |
| 1993 | Mistrzostwa świata          | Stuttgart | el. – 7. miejsce  | 2,25  |
| 1994 | Halowe mistrzostwa Europy   | Paryż     | 4. miejsce        | 2,31  |
| 1994 | Mistrzostwa Europy          | Helsinki  | 1. miejsce        | 2,35  |
| 1994 | Finał Grand Prix IAAF       | Paryż     | 5. miejsce        | 2,25  |
| 1995 | Halowe mistrzostwa świata   | Barcelona | 4. miejsce        | 2,32  |
| 1995 | Mistrzostwa świata          | Göteborg  | 4. miejsce        | 2,35  |
| 1996 | Halowe mistrzostwa Europy   | Sztokholm | 3. miejsce        | 2,31  |
| 1996 | Igrzyska olimpijskie        | Atlanta   | 5. miejsce        | 2,32  |
| 1997 | Halowe mistrzostwa świata   | Paryż     | 8. miejsce        | 2,25  |
| 1997 | Superliga pucharu Europy    | Monachium | 4. miejsce        | 2,28  |
| 1997 | Mistrzostwa świata          | Ateny     | 4. miejsce        | 2,32  |
| 1998 | Mistrzostwa Europy          | Budapeszt | 6. miejsce        | 2,30  |
| 1998 | Igrzyska Dobrej Woli        | Nowy Jork | 4. miejsce        | 2,25  |
| 1998 | Finał Grand Prix IAAF       | Moskwa    | 7. miejsce        | 2,20  |

## Rekordy życiowe
- Skok wzwyż (stadion) - 2,36 m (1997); aktualny rekord Norwegii
- Skok wzwyż (hala) - 2,36 m (1994 i 1995); aktualny rekord Norwegii